# Convocazioni al campionato europeo maschile di pallavolo 2017
Elenco dei giocatori convocati per il campionato europeo 2017.

## Belgio
| N° | Nome                | Ruolo | Data di nascita  | Squadra           |
| -- | ------------------- | ----- | ---------------- | ----------------- |
| -  | Vital Heynen        | All   | 16 giugno 1969   | Friedrichshafen   |
| 1  | Bram Van den Dries  | S/O   | 14 agosto 1989   | Spacer's Toulouse |
| 3  | Sam Deroo           | S     | 24 aprile 1992   | ZAKSA             |
| 5  | Ruben Van Hirtum    | S     | 10 aprile 1990   | Roeselare         |
| 6  | Lowie Stuer         | L     | 24 novembre 1995 | VDK Gent          |
| 7  | François Lecat      | S     | 19 aprile 1993   | BluVolley Verona  |
| 8  | Kévin Klinkenberg   | S     | 4 ottobre 1990   | Top Volley Latina |
| 9  | Pieter Verhees      | C     | 8 dicembre 1989  | Milano            |
| 10 | Simon Van de Voorde | C     | 19 dicembre 1989 | Trentino          |
| 12 | Gert van Walle      | S     | 7 agosto 1987    | Katowice          |
| 14 | Jelle Ribbens       | L     | 17 marzo 1992    | Nice              |
| 15 | Stijn D'Hulst       | P     | 24 aprile 1991   | Roeselare         |
| 16 | Matthias Valkiers   | P     | 8 aprile 1990    | Zalău             |
| 17 | Tomas Rousseaux     | S     | 31 marzo 1994    | Friedrichshafen   |
| 20 | Arno van de Velde   | C     | 30 dicembre 1995 | Roeselare         |

## Bulgaria
| N° | Nome                | Ruolo | Data di nascita   | Squadra               |
| -- | ------------------- | ----- | ----------------- | --------------------- |
| -  | Plamen Konstantinov | All   | 14 giugno 1973    | Lokomotiv Novosibirsk |
| 1  | Georgi Bratoev      | P     | 21 ottobre 1987   | Espadon Szczecin      |
| 5  | Svetoslav Gocev     | C     | 31 agosto 1990    | Argos                 |
| 6  | Rozalin Penčev      | S     | 11 dicembre 1994  | Top Volley Latina     |
| 7  | Velizar Černokožev  | S/O   | 23 aprile 1995    | Sir Safety Perugia    |
| 8  | Todor Skrimov       | S     | 9 gennaio 1990    | Powervolley Milano    |
| 11 | Georgi Seganov      | P     | 10 giugno 1993    | Argos                 |
| 12 | Viktor Josifov      | C     | 16 ottobre 1985   | Piacenza              |
| 13 | Teodor Salparov     | L     | 16 agosto 1982    | Zenit-Kazan           |
| 14 | Teodor Todorov      | C     | 1º settembre 1989 | CSKA Sofia            |
| 15 | Todor Aleksiev      | S     | 21 aprile 1983    | Bolívar               |
| 16 | Vladislav Ivanov    | L     | 14 marzo 1987     | Levski Sofia          |
| 17 | Nikolaj Penčev      | S     | 22 maggio 1982    | Skra Bełchatów        |
| 18 | Nikolaj Nikolov     | C     | 29 luglio 1986    | Neftohimik            |
| 19 | Cvetan Sokolov      | S/O   | 31 dicembre 1989  | Lube                  |

## Estonia
| N° | Nome           | Ruolo | Data di nascita   | Squadra             |
| -- | -------------- | ----- | ----------------- | ------------------- |
| -  | Gheorghe Crețu | All   | 8 agosto 1968     | -                   |
| 1  | Henri Treial   | C     | 28 maggio 1992    | Karlovarsko         |
| 4  | Ardo Kreek     | C     | 7 agosto 1986     | Paris               |
| 5  | Kert Toobal    | P     | 3 giugno 1979     | Rennes              |
| 6  | Oliver Orav    | S     | 31 agosto 1995    | Audentese           |
| 7  | Renee Teppan   | S/O   | 26 settembre 1993 | Tirol               |
| 9  | Robert Täht    | S     | 15 agosto 1993    | Cuprum Lubin        |
| 10 | Denis Losnikov | L     | 25 febbraio 1994  | Audentese           |
| 11 | Oliver Venno   | S/O   | 23 maggio 1990    | Maliye Piyango      |
| 12 | Kristo Kollo   | S     | 17 gennaio 1990   | Schönenwerd         |
| 13 | Andres Toobal  | P     | 27 agosto 1988    | Topvolley Antwerpen |
| 14 | Rait Rikberg   | L     | 30 agosto 1982    | Duo                 |
| 15 | Andrus Raadik  | S     | 19 ottobre 1986   | Pielaveden Sampo    |
| 17 | Timo Tammemaa  | C     | 18 novembre 1991  | Spacer's Toulouse   |
| 19 | Andri Aganits  | C     | 7 settembre 1993  | Stade Poitevin      |

## Finlandia
| N° | Nome                | Ruolo | Data di nascita   | Squadra             |
| -- | ------------------- | ----- | ----------------- | ------------------- |
| -  | Tuomas Sammelvuo    | All   | 16 febbraio 1976  | -                   |
| 1  | Niko Haapakoski     | P     | 1º maggio 1996    | ETTA                |
| 2  | Eemi Tervaportti    | P     | 26 luglio 1989    | Stade Poitevin      |
| 4  | Lauri Kerminen      | L     | 18 gennaio 1993   | Kuzbass             |
| 5  | Antti Siltala       | S     | 14 marzo 1984     | Maliye Piyango      |
| 6  | Niklas Seppänen     | S     | 30 giugno 1993    | Narbonne            |
| 8  | Elviss Krastins     | S     | 15 settembre 1994 | Topvolley Antwerpen |
| 9  | Tommi Siirilä       | C     | 5 agosto 1993     | Gazélec Ajaccio     |
| 11 | Sauli Sinkkonen     | S/O   | 14 settembre 1989 | Topvolley Antwerpen |
| 12 | Jan Helenius        | S     | 13 ottobre 1996   | Rantaperkiön Isku   |
| 13 | Antti Ropponen      | S/O   | 17 agosto 1995    | Kokkolan Tiikerit   |
| 14 | Markus Kaurto       | C     | 31 agosto 1993    | ETTA                |
| 15 | Henrik Porkka       | C     | 14 gennaio 1998   | LEKA                |
| 16 | Olli-Pekka Ojansivu | S/O   | 31 dicembre 1987  | Kuzbass             |
| 19 | Eetu Pennanen       | S     | 18 settembre 1992 | ETTA                |

## Francia
| N° | Nome                  | Ruolo | Data di nascita  | Squadra           |
| -- | --------------------- | ----- | ---------------- | ----------------- |
| -  | Laurent Tillie        | All   | 1º dicembre 1963 | RC Cannes         |
| 2  | Jenia Grebennikov     | L     | 13 agosto 1990   | Lube              |
| 4  | Jean Patry            | O     | 27 dicembre 1996 | Montpellier       |
| 5  | Trévor Clévenot       | S     | 28 giugno 1994   | Piacenza          |
| 6  | Benjamin Toniutti     | P     | 30 ottobre 1989  | ZAKSA             |
| 7  | Kévin Tillie          | S     | 2 novembre 1990  | ZAKSA             |
| 8  | Julien Lyneel         | S     | 15 aprile 1990   | Porto Robur Costa |
| 9  | Earvin N'Gapeth       | S     | 12 febbraio 1991 | Modena            |
| 10 | Kévin Le Roux         | C     | 11 maggio 1989   | Modena            |
| 11 | Antoine Brizard       | P     | 11 maggio 1994   | Spacer's Toulouse |
| 12 | Stéphen Boyer         | O     | 10 aprile 1986   | Chaumont          |
| 14 | Nicolas Le Goff       | C     | 15 febbraio 1992 | İstanbul BB       |
| 16 | Daryl Bultor          | C     | 17 novembre 1995 | Montpellier       |
| 18 | Thibault Rossard      | S     | 28 agosto 1993   | Asseco Resovia    |
| 21 | Barthélémy Chinenyeze | C     | 28 febbraio 1998 | Spacer's Toulouse |

## Germania
| N° | Nome             | Ruolo | Data di nascita  | Squadra            |
| -- | ---------------- | ----- | ---------------- | ------------------ |
| -  | Andrea Giani     | All   | 22 aprile 1970   | -                  |
| 1  | Christian Fromm  | S     | 15 agosto 1990   | Milano             |
| 3  | Ruben Schott     | S     | 8 luglio 1994    | Charlottenburg     |
| 6  | Denys Kaliberda  | S     | 24 giugno 1990   | Lube               |
| 7  | Michael Andrei   | C     | 6 agosto 1985    | Dürener            |
| 8  | Marcus Böhme     | C     | 25 agosto 1985   | Cuprum Lubin       |
| 9  | György Grozer    | S/O   | 27 novembre 1984 | Shanghai           |
| 10 | Linus Weber      | S/O   | 1º novembre 1999 | Olympia Berlino    |
| 11 | Lukas Kampa      | P     | 29 novembre 1986 | Jastrzębski Węgiel |
| 13 | Simon Hirsch     | S/O   | 3 aprile 1992    | Milano             |
| 14 | Moritz Karlitzek | S     | 12 agosto 1996   | Rottenburg         |
| 16 | Julian Zenger    | L     | 26 agosto 1997   | Olympia Berlino    |
| 17 | Jan Zimmermann   | P     | 12 febbraio 1993 | Rüsselsheim        |
| 18 | Noah Baxpöhler   | C     | 13 ottobre 1993  | Bühl               |
| 21 | Tobias Krick     | C     | 22 ottobre 1998  | Rüsselsheim        |

## Italia
| N° | Nome                 | Ruolo | Data di nascita   | Squadra            |
| -- | -------------------- | ----- | ----------------- | ------------------ |
| -  | Gianlorenzo Blengini | All   | 29 dicembre 1971  | Lube               |
| 2  | Luigi Randazzo       | S     | 30 aprile 1994    | BluVolley Verona   |
| 4  | Luca Vettori         | S/O   | 26 aprile 1991    | Modena             |
| 5  | Luca Spirito         | P     | 30 ottobre 1993   | Porto Robur Costa  |
| 6  | Simone Giannelli     | P     | 9 agosto 1996     | Trentino           |
| 7  | Fabio Balaso         | L     | 20 ottobre 1995   | Padova             |
| 9  | Daniele Mazzone      | C     | 4 giugno 1992     | Trentino           |
| 10 | Filippo Lanza        | S     | 3 marzo 1991      | Trentino           |
| 11 | Simone Buti          | C     | 19 settembre 1983 | Sir Safety Perugia |
| 13 | Massimo Colaci       | L     | 21 febbraio 1985  | Trentino           |
| 14 | Matteo Piano         | C     | 24 ottobre 1990   | Modena             |
| 16 | Oleg Antonov         | S/O   | 28 luglio 1988    | Trentino           |
| 17 | Iacopo Botto         | S     | 22 settembre 1987 | Milano             |
| 18 | Giulio Sabbi         | S/O   | 10 agosto 1989    | Molfetta           |
| 19 | Fabio Ricci          | C     | 11 luglio 1994    | Porto Robur Costa  |

## Paesi Bassi
| N° | Nome              | Ruolo | Data di nascita   | Squadra           |
| -- | ----------------- | ----- | ----------------- | ----------------- |
| -  | Gido Vermeulen    | All   | 7 ottobre 1964    | -                 |
| 1  | Daan Van Haarlem  | P     | 15 marzo 1989     | Kladno            |
| 2  | Wessel Keemink    | P     | 29 maggio 1993    | Dynamo Apeldoorn  |
| 3  | Dirk Sparidans    | L     | 5 marzo 1989      | Kladno            |
| 4  | Thijs ter Horst   | S/O   | 18 settembre 1991 | Samsung Bluefangs |
| 5  | Auke van de Kamp  | S     | 31 luglio 1995    | Lycurgus          |
| 6  | Jasper Diefenbach | C     | 17 marzo 1988     | Nantes            |
| 7  | Gijs Jorna        | L     | 30 maggio 1989    | Chaumont          |
| 8  | Fabian Plak       | C     | 23 luglio 1997    | Talent Team       |
| 10 | Jeroen Rauwerdink | S     | 13 settembre 1985 | Ziraat Bankası    |
| 14 | Nimir Abdel-Aziz  | S/O   | 5 febbraio 1992   | Stade Poitevin    |
| 15 | Thomas Koelewijn  | C     | 18 dicembre 1988  | Montpellier       |
| 16 | Wouter ter Maat   | S/O   | 7 maggio 1991     | Charlottenburg    |
| 17 | Michaël Parkinson | C     | 23 novembre 1991  | Aalst             |
| 18 | Robbert Andringa  | S     | 28 aprile 1990    | Stade Poitevin    |

## Polonia
| N° | Nome                 | Ruolo | Data di nascita  | Squadra            |
| -- | -------------------- | ----- | ---------------- | ------------------ |
| -  | Ferdinando De Giorgi | All   | 10 ottobre 1961  | ZAKSA              |
| 3  | Dawid Konarski       | S/O   | 31 agosto 1989   | ZAKSA              |
| 5  | Łukasz Kaczmarek     | S     | 29 giugno 1994   | Cuprum Lubin       |
| 6  | Bartosz Kurek        | S     | 29 agosto 1988   | Skra Bełchatów     |
| 7  | Artur Szalpuk        | S     | 20 marzo 1995    | Skra Bełchatów     |
| 9  | Bartłomiej Lemański  | C     | 19 marzo 1996    | Asseco Resovia     |
| 10 | Damian Wojtaszek     | L     | 7 settembre 1988 | Asseco Resovia     |
| 11 | Fabian Drzyzga       | P     | 3 gennaio 1990   | Asseco Resovia     |
| 12 | Grzegorz Łomacz      | P     | 1º ottobre 1987  | Cuprum Lubin       |
| 13 | Michał Kubiak        | S     | 23 febbraio 1988 | Panasonic Panthers |
| 15 | Jakub Kochanowski    | C     | 17 luglio 1997   | AZS Olsztyn        |
| 16 | Łukasz Wiśniewski    | C     | 3 febbraio 1989  | ZAKSA              |
| 17 | Paweł Zatorski       | L     | 21 giugno 1990   | ZAKSA              |
| 20 | Mateusz Bieniek      | C     | 5 aprile 1994    | ZAKSA              |
| 21 | Rafał Buszek         | S     | 28 aprile 1987   | ZAKSA              |

## Rep. Ceca
| N° | Nome                 | Ruolo | Data di nascita   | Squadra          |
| -- | -------------------- | ----- | ----------------- | ---------------- |
| -  | Miguel Ángel Falasca | All   | 29 aprile 1973    | Milano           |
| 2  | Jan Hadrava          | S/O   | 3 giugno 1991     | AZS Olsztyn      |
| 3  | Marek Beer           | C     | 24 maggio 1988    | Tirol            |
| 4  | Donovan Džavoronok   | S/O   | 27 marzo 1997     | Milano           |
| 6  | Michal Finger        | S/O   | 2 settembre 1993  | Friedrichshafen  |
| 7  | Aleš Holubec         | C     | 13 marzo 1984     | Nantes           |
| 9  | Marek Zmrhal         | S     | 10 agosto 1993    | Karlovarsko      |
| 10 | Matyáš Démar         | P     | 1º ottobre 1991   | Nantes           |
| 11 | Martin Kryštof       | L     | 11 ottobre 1982   | České Budějovice |
| 12 | Daniel Pfeffer       | L     | 27 aprile 1990    | Karlovarsko      |
| 13 | Jan Galabov          | S     | 12 giugno 1996    | Dukla Liberec    |
| 16 | Radek Mach           | C     | 28 settembre 1984 | České Budějovice |
| 17 | Adam Zajíček         | S     | 25 febbraio 1993  | Kladno           |
| 18 | Jakub Janouch        | P     | 13 giugno 1990    | Dukla Liberec    |
| 19 | Petr Michálek        | S     | 16 agosto 1989    | České Budějovice |

## Russia
| N° | Nome              | Ruolo | Data di nascita | Squadra               |
| -- | ----------------- | ----- | --------------- | --------------------- |
| -  | Sergej Šlyapnikov | All   | 7 maggio 1961   | -                     |
| 2  | Il'ja Vlasov      | C     | 3 agosto 1995   | Fakel                 |
| 4  | Artëm Vol'vič     | C     | 22 gennaio 1990 | Zenit-Kazan           |
| 5  | Sergej Grankin    | P     | 21 gennaio 1985 | Dinamo Mosca          |
| 7  | Dmitrij Volkov    | S     | 25 maggio 1995  | Fakel                 |
| 9  | Jurij Berežko     | S     | 27 gennaio 1984 | Dinamo Mosca          |
| 11 | Andrej Aščev      | C     | 10 maggio 1983  | Zenit-Kazan           |
| 12 | Aleksandr But'ko  | P     | 18 marzo 1986   | Zenit-Kazan           |
| 15 | Egor Feoktistov   | S     | 22 giugno 1993  | Ural                  |
| 16 | Maksim Žigalov    | S/O   | 26 luglio 1989  | Belogor'e             |
| 17 | Maksim Michajlov  | S/O   | 19 marzo 1988   | Zenit-Kazan           |
| 18 | Egor Kljuka       | S     | 15 giugno 1995  | Fakel                 |
| 20 | Il'jas Kurkaev    | C     | 18 gennaio 1994 | Lokomotiv Novosibirsk |
| 21 | Valentin Golubev  | L     | 3 maggio 1992   | Lokomotiv Novosibirsk |
| 22 | Roman Martynjuk   | L     | 13 aprile 1987  | Belogor'e             |

## Serbia
| N° | Nome                    | Ruolo | Data di nascita   | Squadra              |
| -- | ----------------------- | ----- | ----------------- | -------------------- |
| -  | Nikola Grbić            | All   | 6 settembre 1963  | BluVolley Verona     |
| 1  | Aleksandar Okolić       | C     | 26 giugno 1993    | Charlottenburg       |
| 2  | Uroš Kovačević          | S     | 6 maggio 1993     | BluVolley Verona     |
| 3  | Milan Katić             | S     | 22 ottobre 1993   | Łuczniczka Bydgoszcz |
| 4  | Nemanja Petrić          | S     | 28 luglio 1987    | Modena               |
| 6  | Goran Škundrić          | L     | 23 novembre 1987  | Petrolul Ploieşti    |
| 7  | Dragan Stanković        | C     | 18 ottobre 1985   | Lube                 |
| 9  | Nikola Jovović          | P     | 13 febbraio 1992  | Milano               |
| 11 | Maksim Buculjević       | P     | 20 settembre 1991 | ACH Volley           |
| 14 | Aleksandar Atanasijević | S/O   | 4 settembre 1991  | Sir Safety Perugia   |
| 16 | Dražen Luburić          | S/O   | 2 novembre 1993   | JT Thunders          |
| 17 | Neven Majstorović       | S     | 17 marzo 1989     | Rennes               |
| 18 | Marko Podraščanin       | C     | 29 agosto 1987    | Sir Safety Perugia   |
| 19 | Nikola Rosić            | L     | 5 agosto 1984     | Arcada Galați        |
| 20 | Srećko Lisinac          | C     | 17 maggio 1992    | Skra Bełchatów       |

## Slovacchia
| N° | Nome               | Ruolo | Data di nascita   | Squadra      |
| -- | ------------------ | ----- | ----------------- | ------------ |
| -  | Andrej Kravárik    | All   | 28 luglio 1971    | -            |
| 1  | Milan Bencz        | S/O   | 5 settembre 1987  | Narbonne     |
| 3  | Emanuel Kohút      | C     | 21 luglio 1982    | Czarni Radom |
| 4  | Peter Ondrovič     | C     | 28 marzo 1995     | Herrsching   |
| 5  | Matej Kubš         | L     | 26 maggio 1988    | VKP Nitra    |
| 8  | Daniel Končál      | P     | 16 settembre 1982 | Karlovarsko  |
| 9  | Peter Mlynarčík    | S/O   | 29 novembre 1991  | Aich/Dob     |
| 10 | Marcel Lux         | S     | 27 luglio 1994    | Prešov       |
| 11 | Martin Turis       | L     | 27 agosto 1993    | Odolena Voda |
| 12 | Matej Pátak        | S     | 8 giugno 1990     | Chaumont     |
| 13 | Štefan Chrtianský  | S     | 17 agosto 1989    | Tirol        |
| 15 | Juraj Zaťko        | P     | 5 giugno 1987     | VKP Nitra    |
| 16 | Radoslav Prešinský | C     | 14 gennaio 1989   | Karlovarsko  |
| 20 | Michal Petráš      | S     | 5 dicembre 1996   | Aich/Dob     |
| 21 | Marek Ludha        | S     | 19 novembre 1993  | VKP Nitra    |

## Slovenia
| N° | Nome             | Ruolo | Data di nascita   | Squadra           |
| -- | ---------------- | ----- | ----------------- | ----------------- |
| -  | Slobodan Kovač   | All   | 13 settembre 1967 | Halkbank          |
| 1  | Tonček Štern     | S/O   | 14 novembre 1995  | BluVolley Verona  |
| 2  | Alen Pajenk      | C     | 23 aprile 1986    | Fenerbahçe        |
| 3  | Žiga Štern       | S     | 2 gennaio 1994    | ACH Volley        |
| 4  | Jan Kozamernik   | C     | 24 dicembre 1995  | ACH Volley        |
| 5  | Alen Šket        | S/O   | 28 marzo 1988     | Fenerbahçe        |
| 6  | Mitja Gasparini  | S/O   | 26 giugno 1984    | Korean Air Jumbos |
| 9  | Dejan Vinčić     | P     | 15 settembre 1986 | Czarni Radom      |
| 10 | Sašo Štalekar    | C     | 3 maggio 1996     | Kamnik            |
| 11 | Danijel Koncilja | C     | 4 settembre 1990  | Padova            |
| 12 | Jan Klobučar     | S     | 11 dicembre 1992  | Rüsselsheim       |
| 13 | Jani Kovačič     | L     | 14 giugno 1992    | ACH Volley        |
| 14 | Urban Toman      | L     | 21 novembre 1997  | Triglav Kranj     |
| 16 | Gregor Ropret    | P     | 1º marzo 1989     | Afyon             |
| 17 | Tine Urnaut      | S/O   | 3 settembre 1988  | Trentino          |

## Spagna
| N° | Nome                 | Ruolo | Data di nascita   | Squadra         |
| -- | -------------------- | ----- | ----------------- | --------------- |
| -  | Fernando Muñoz       | All   | 27 luglio 1970    | Ziraat Bankası  |
| 1  | Andrés Villena       | S/O   | 27 febbraio 1993  | Palma           |
| 2  | Ángel Trinidad       | P     | 27 marzo 1993     | Roeselare       |
| 3  | Sergio Noda          | S     | 23 marzo 1987     | Emma Villas     |
| 5  | Alejandro Vigil      | C     | 11 febbraio 1993  | Maaseik         |
| 6  | Borja Ruiz           | C     | 26 luglio 1992    | Almería         |
| 7  | Jorge Almansa        | S     | 17 aprile 1991    | Steaua Bucarest |
| 8  | Francisco Fernández  | L     | 10 marzo 1995     | Esquimo         |
| 10 | Jorge Fernández      | C     | 4 maggio 1989     | Palma           |
| 11 | Miguel Ángel de Amo  | P     | 16 settembre 1985 | Almería         |
| 13 | Daniel Ruiz          | L     | 28 giugno 1995    | 7 Islas         |
| 14 | Miquel Ángel Fornés  | C     | 6 settembre 1993  | Roeselare       |
| 17 | Francisco Ruiz       | S     | 7 giugno 1991     | Palma           |
| 18 | Juan Manuel González | S     | 11 gennaio 1994   | Almería         |
| 22 | Augusto Colito       | S/O   | 23 gennaio 1997   | L'Illa-Grau     |

## Turchia
| N° | Nome               | Ruolo | Data di nascita   | Squadra        |
| -- | ------------------ | ----- | ----------------- | -------------- |
| -  | Joško Milenkoski   | All   | 11 settembre 1970 | -              |
| 1  | Emre Batur         | C     | 21 aprile 1988    | Halkbank       |
| 3  | Marko Matić        | C     | 22 maggio 1985    | İstanbul BB    |
| 4  | Burak Güngör       | S     | 28 luglio 1993    | Ziraat Bankası |
| 5  | Hasan Yeşilbudak   | L     | 11 gennaio 1984   | Halkbank       |
| 7  | Gökhan Gökgöz      | S     | 6 gennaio 1993    | Arkas          |
| 8  | Burutay Subaşı     | S/O   | 15 luglio 1990    | Halkbank       |
| 9  | Hakkı Çapkınoğlu   | C     | 20 luglio 1990    | Arkas          |
| 10 | Arslan Ekşi        | P     | 17 luglio 1985    | İstanbul BB    |
| 12 | İzzet Ünver        | S     | 1º gennaio 1992   | Maliye Piyango |
| 13 | Alperay Demirciler | L     | 1º febbraio 1993  | Fenerbahçe     |
| 14 | Faik Güneş         | C     | 27 maggio 1993    | Halkbank       |
| 15 | Metin Toy          | S/O   | 3 maggio 1994     | Fenerbahçe     |
| 16 | Murat Yenipazar    | P     | 1º gennaio 1993   | Tirol          |
| 18 | Kadir Cin          | S     | 7 maggio 1987     | İstanbul BB    |